# Xenija Olegowna Makarowa
Xenija Olegowna Makarowa (russisch Ксения Олеговна Макарова, engl. Transkription Kseniya Makarova) (* 20. Dezember 1992 in Sankt Petersburg) ist eine russische Eiskunstläuferin, die im Einzellauf startet.
Sie ist die Tochter der früheren Europameister im Paarlaufen Larissa Selesnjowa und Oleg Makarow. Mit sechs Jahren begann Makarowa Eiskunstlauf zu trainieren. Sie startete als Jugendliche kurzzeitig für die USA und ab 2007 für Russland. Sie lebt jedoch nach wie vor in Newburgh im US-Bundesstaat New York. Ihre Eltern wanderten mit ihr aus Russland aus, als sie acht Jahre alt war. Xenija Makarowa trainiert in Hackensack (New Jersey) und auch in Sankt Petersburg.
2010 wurde Xenija Makarowa russische Meisterin und debütierte bei den großen internationalen Meisterschaften. Bei der Europameisterschaft wurde sie Neunte, bei der Weltmeisterschaft Achte und bei den Olympischen Winterspielen in Vancouver Zehnte.
2011 reichte es für Makarowa nur zum fünften Platz bei den nationalen Meisterschaften. Bei der Europameisterschaft verbesserte sie sich jedoch im Vergleich zum Vorjahr und belegte den vierten Platz. Eine Verbesserung gelang ihr auch bei der Weltmeisterschaft, wo sie vor heimischem Publikum Siebte wurde.

## Ergebnisse

### Für Russland startend
| Wettbewerb / Meisterschaft     | 2010    | 2011    | 2012    | 2013    |
| ------------------------------ | ------- | ------- | ------- | ------- |
| Olympische Winterspiele        | 10.     |         |         |         |
| Weltmeisterschaften            | 8.      | 7.      | 9.      |         |
| Europameisterschaften          | 9.      | 4.      | 4.      |         |
| Russische Meisterschaften      | 1.      | 5.      | 4.      | 8.      |
| –                              |         |         |         |         |
| Grand-Prix-Wettbewerb / Saison | 2009/10 | 2010/11 | 2011/12 | 2012/13 |
| Cup of China                   |         |         | 7.      |         |
| Skate America                  |         |         | 5.      |         |
| Skate Canada                   |         | 2.      |         | 6.      |
| Cup of Russia                  |         | 7.      |         |         |
| NHK Trophy                     |         |         |         | 7.      |

### Für die USA startend
| Wettbewerb / Jahr              | 2006/2007 |
| ------------------------------ | --------- |
| US-Meisterschaften der Novizen | 7.        |

## Programme
| Saison    | Kurzprogramm                                     | Kür                                     | Schaulaufen            |
| --------- | ------------------------------------------------ | --------------------------------------- | ---------------------- |
| 2010–2011 | Flamenco by Didulia                              | Evita OST by Andrew Lloyd Webber        | Sway by Pussycat Dolls |
| 2009–2010 | Ladies in Lavender OST by Nigel Hess             | The 13th Warrior OST by Jerry Goldsmith | Sway by Pussycat Dolls |
| 2008–2009 | Cirque du Soleil                                 | Mr. & Mrs. Smith OST                    |                        |
| 2007–2008 | In the Hall of the Mountain King by Edvard Grieg | Don Quixote by Leon Minkus              |                        |
| 2006–2007 | Libertango by Ástor Piazzolla                    | Chicago soundtrack                      |                        |